# 1972 год
1972 (ты́сяча девятьсо́т се́мьдесят второ́й) год  по григорианскому календарю — високосный год, начинающийся в субботу. Это 1972 год нашей эры, 2‑й год 8‑го десятилетия XX века 2‑го тысячелетия, 3‑й год 1970‑х годов. Он закончился 53 года назад.
| Пн | Вт | Ср | Чт | Пт | Сб | Вс |
|    |    |    |    |    | 1  | 2  |
| 3  | 4  | 5  | 6  | 7  | 8  | 9  |
| 10 | 11 | 12 | 13 | 14 | 15 | 16 |
| 17 | 18 | 19 | 20 | 21 | 22 | 23 |
| 24 | 25 | 26 | 27 | 28 | 29 | 30 |
| 31 |    |    |    |    |    |    |

| Пн | Вт | Ср | Чт | Пт | Сб | Вс |
|    | 1  | 2  | 3  | 4  | 5  | 6  |
| 7  | 8  | 9  | 10 | 11 | 12 | 13 |
| 14 | 15 | 16 | 17 | 18 | 19 | 20 |
| 21 | 22 | 23 | 24 | 25 | 26 | 27 |
| 28 | 29 |    |    |    |    |    |

| Пн | Вт | Ср | Чт | Пт | Сб | Вс |
|    |    | 1  | 2  | 3  | 4  | 5  |
| 6  | 7  | 8  | 9  | 10 | 11 | 12 |
| 13 | 14 | 15 | 16 | 17 | 18 | 19 |
| 20 | 21 | 22 | 23 | 24 | 25 | 26 |
| 27 | 28 | 29 | 30 | 31 |    |    |

| Пн | Вт | Ср | Чт | Пт | Сб | Вс |
|    |    |    |    |    | 1  | 2  |
| 3  | 4  | 5  | 6  | 7  | 8  | 9  |
| 10 | 11 | 12 | 13 | 14 | 15 | 16 |
| 17 | 18 | 19 | 20 | 21 | 22 | 23 |
| 24 | 25 | 26 | 27 | 28 | 29 | 30 |

| Пн | Вт | Ср | Чт | Пт | Сб | Вс |
| 1  | 2  | 3  | 4  | 5  | 6  | 7  |
| 8  | 9  | 10 | 11 | 12 | 13 | 14 |
| 15 | 16 | 17 | 18 | 19 | 20 | 21 |
| 22 | 23 | 24 | 25 | 26 | 27 | 28 |
| 29 | 30 | 31 |    |    |    |    |

| Пн | Вт | Ср | Чт | Пт | Сб | Вс |
|    |    |    | 1  | 2  | 3  | 4  |
| 5  | 6  | 7  | 8  | 9  | 10 | 11 |
| 12 | 13 | 14 | 15 | 16 | 17 | 18 |
| 19 | 20 | 21 | 22 | 23 | 24 | 25 |
| 26 | 27 | 28 | 29 | 30 |    |    |

| Пн | Вт | Ср | Чт | Пт | Сб | Вс |
|    |    |    |    |    | 1  | 2  |
| 3  | 4  | 5  | 6  | 7  | 8  | 9  |
| 10 | 11 | 12 | 13 | 14 | 15 | 16 |
| 17 | 18 | 19 | 20 | 21 | 22 | 23 |
| 24 | 25 | 26 | 27 | 28 | 29 | 30 |
| 31 |    |    |    |    |    |    |

| Пн | Вт | Ср | Чт | Пт | Сб | Вс |
|    | 1  | 2  | 3  | 4  | 5  | 6  |
| 7  | 8  | 9  | 10 | 11 | 12 | 13 |
| 14 | 15 | 16 | 17 | 18 | 19 | 20 |
| 21 | 22 | 23 | 24 | 25 | 26 | 27 |
| 28 | 29 | 30 | 31 |    |    |    |

| Пн | Вт | Ср | Чт | Пт | Сб | Вс |
|    |    |    |    | 1  | 2  | 3  |
| 4  | 5  | 6  | 7  | 8  | 9  | 10 |
| 11 | 12 | 13 | 14 | 15 | 16 | 17 |
| 18 | 19 | 20 | 21 | 22 | 23 | 24 |
| 25 | 26 | 27 | 28 | 29 | 30 |    |

| Пн | Вт | Ср | Чт | Пт | Сб | Вс |
|    |    |    |    |    |    | 1  |
| 2  | 3  | 4  | 5  | 6  | 7  | 8  |
| 9  | 10 | 11 | 12 | 13 | 14 | 15 |
| 16 | 17 | 18 | 19 | 20 | 21 | 22 |
| 23 | 24 | 25 | 26 | 27 | 28 | 29 |
| 30 | 31 |    |    |    |    |    |

| Пн | Вт | Ср | Чт | Пт | Сб | Вс |
|    |    | 1  | 2  | 3  | 4  | 5  |
| 6  | 7  | 8  | 9  | 10 | 11 | 12 |
| 13 | 14 | 15 | 16 | 17 | 18 | 19 |
| 20 | 21 | 22 | 23 | 24 | 25 | 26 |
| 27 | 28 | 29 | 30 |    |    |    |

| Пн | Вт | Ср | Чт | Пт | Сб | Вс |
|    |    |    |    | 1  | 2  | 3  |
| 4  | 5  | 6  | 7  | 8  | 9  | 10 |
| 11 | 12 | 13 | 14 | 15 | 16 | 17 |
| 18 | 19 | 20 | 21 | 22 | 23 | 24 |
| 25 | 26 | 27 | 28 | 29 | 30 | 31 |

- Международный год книги (ЮНЕСКО)[1]

## События

### Январь
- 1 января
  - Генеральным секретарём ООН стал Курт Вальдхайм.
  - Президент Венесуэлы Рафаэль Кальдера объявил о денонсации торгового договора 1952 года с США, объявив его неравноправным[2].
- 2 января — Султан Омана Кабус бен Саид отправил в отставку своего дядю Тарика бен Теймура, возглавлявшего правительство, и сам возглавил кабинет[3].
- 7 января
  - Президент США Ричард Никсон официально объявил о своём намерении баллотироваться на второй президентский срок[4].
  - Катастрофа SE-210 на Ивисе — крупнейшая в истории Питуэзских островов (104 погибших).
- 9 января — в Чили оппозиция добивается отставки министра внутренних дел социалиста Хосе Тоа. Президент Альенде переводит его на должность министра обороны.
- 10 января — в Дакку вернулся освобождённый из тюрьмы в Пакистане лидер борьбы за независимость Бангладеш Муджибур Рахман. 12 января он отказался от поста президента страны, передав его Абу Сайеду Чоудхури (до 24 декабря 1973 года), и сосредоточил в своих руках власть в должности премьер-министра Бангладеш (до 26 января 1975 года)[5].
- 13 января — военный переворот в Гане. Гражданское правительство Кофи Бусиа смещено, власть перешла к Совету национального спасения во главе с полковником Игнатиусом Ачампонгом (смещён 4 июля 1978 года)[6].
- 14 января — скончался король Дании Фредерик IX. На следующий день на престол вступила его дочь королева Маргрете II[7].
- 16 января — премьер-министром Египта назначен экономист Азиз Сидки (до 26 марта 1973 года)[8].

- 21 января — в Каире начались антиправительственные студенческие демонстрации, студенты захватили здание Каирского университета. Волнения перекинулись на другие районы Каира и на Хелуан[9].
- 22 января — подписан договор о присоединении Великобритании, Дании, Ирландии и Норвегии к Европейскому экономическому сообществу[10].
- 24 января — египетская полиция штурмом взяла захваченный студентами Каирский университет[9].
- 25 января — установлены дипломатические отношения между СССР и Бангладеш[11].
- 26 января — катастрофа DC-9 над Хермсдорфом, погибли 27 человек. После падения с высоты 10 160 метров осталась жива стюардесса Весна Вулович.
- 28 января — 5 февраля — первая в истории ООН выездная сессия Совета Безопасности. Проходила в Аддис-Абебе (Эфиопия), рассматривался вопрос о положении на юге Африки и в португальских колониях.[источник не указан 3260 дней]
- 30 января — Кровавое воскресенье — события, произошедшие в районе Богсайд североирландского города Лондондерри. В тот день солдаты 1-го батальона Парашютного полка Великобритании расстреляли демонстрацию местных жителей, пришедших на марш Ассоциации в защиту гражданских прав Северной Ирландии, погибло 14 человек.
- 31 января — в Катманду скончался король Непала Махендра Бир Бикрам Шах Дева. Престол занял его сын Бирендра Бир Бикрам Шах Дева (погиб 1 июня 2001 года)[12].

### Февраль
- 3—9 февраля — аномальная метель в Иране, приведшая к смерти более 4 тысяч человек.
- 3—13 февраля — в Саппоро проходили XI зимние Олимпийские игры.
- 6 февраля — в Никарагуа прошли парламентские выборы и выборы национальной правительственной хунты (президентские).
- 7 февраля — премьер-министром Новой Зеландии вместо ушедшего 2 февраля в отставку Кита Холиока стал Джек Маршалл.
- 10 февраля — Бангладеш и Япония установили дипломатические отношения[13].
- 14—25 февраля — полёт советской автоматической межпланетной станции «Луна-20», в ходе которого 21 февраля была совершена мягкая посадка на Луну, переданы на Землю изображения лунной поверхности и произведён забор образцов лунного грунта, доставленного затем на Землю.
- 15 февраля — военный переворот в Эквадоре. Президент Хосе Мария Веласко Ибарра смещён, к власти пришла левонационалистическая группа военных во главе с бригадным генералом Гильермо Родригесом Ларой.
- 17 февраля — Палата общин парламента Великобритании одобрила законопроект о вступлении страны в ЕЭС (309 голосов — за, 301 — против[14].
- 18 февраля — в Италии сформировано новое правительство во главе с Джулио Андреотти.
- 20 февраля — в Сальвадоре прошли президентские выборы, на которых победил полковник Артуро Армандо Молина (Партия национального примирения) (вступил в должность 1 июля).
- 21 февраля
  - Начался визит Ричарда Никсона в КНР — первый в истории визит президента США в Китай. Визит закончился 28 февраля.
  - ЦК КПСС принял постановление «О подготовке к 50-летию образования Союза Советских Социалистических Республик»[15].
- 22 февраля
  - Государственный переворот в Катаре. Эмир Ахмад бен Али аль-Тани смещён, его место занял его племянник Халифа бен Хамад аль-Тани, бывший до этого наследным принцем, премьер-министром, министром иностранных дел, министром финансов и командующим силами безопасности.
  - В Конго предпринята попытка переворота. После этого её организатор, член политбюро ЦК Конголезской партии труда Анж Диавара попытался организовать левое повстанческое движение, создав партизанский отряд.
- 23 февраля
  - В США была освобождена под залог в 102 500 долларов Анджела Дэвис
  - Премьер-министром Финляндии утверждён председатель социал-демократической партии Рафаэль Паасио.

### Март
- 1 марта — на пост президента Уругвая вступил Хуан Мария Бордаберри (избран 28 ноября 1971 года).
- 2 марта — Жан-Бедель Бокасса провозгласил себя пожизненным президентом Центральноафриканской республики.
- 9 марта — Указом Президиума Верховного Совета РСФСР посёлок городского типа Нижневартовский преобразован в город Нижневартовск.
- 10 марта — в Минске произошёл взрыв в футлярном цеху Минского радиозавода. Погибло от 103 до 143 человек, более 140 получили ранения (около 90 из них не смогли вернуться на производство). К трагедии привели ошибки при проектировании системы вентиляции, из-за чего в ней скопилось огромное количество легковоспламеняющейся пыли.
- 12 марта — в Сальвадоре прошли парламентские выборы, на которых победила правящая Партия национального примирения (37 мест из 52).
- 13 марта — маршал Лон Нол провозглашён президентом, главнокомандующим и премьер-министром Камбоджи.
- 14 марта — Катастрофа SE-210 под Кальбой — крупнейшая в истории Арабских Эмиратов (112 погибших).
- 16 марта — кнессет Израиля принял резолюцию о «неоспоримости исторических прав еврейского народа на страну Израиль».
- 18 марта — Сон Нгок Тхань назначен председателем Совета министров и министром иностранных дел Камбоджи
- 19 марта — в Польше прошли досрочные выборы в Сейм, правящий блок Фронт единства народа получил 99,53 % голосов[16].
- 21 марта
  - Объявлено о смещении генерала Георгиоса Зойтакиса с поста главы государства — регента Греции и вступлении на этот пост премьер-министра Георгиоса Пападопулоса.
  - Президентом Тайваня на пятый 6-летний срок переизбран Чан Кайши.
- 23 марта — в Чили президент Сальвадор Альенде приостановил деятельность конгресса и не подписал конституционную поправку от 3 марта, запрещающую президенту национализировать предприятия без согласия конгресса
- 24 марта
  - Состоялась премьера фильма «Крёстный отец», одного из шедевров мирового кинематографа.
  - В Чили объявлено о предотвращении попытки государственного переворота. По обвинению в организации заговора с целью захвата президентского дворца в ночь на 25 марта и убийства президента Альенде арестована группа отставных офицеров во главе с генералом Альберто Грином.[источник не указан 3260 дней]
- 25 марта — молодые офицеры предприняли попытку переворота в Сальвадоре[17].
- 27 марта — Таран дома в Ворошиловграде.
- 28 марта — в Польше первая сессия сейма шестого созыва избрала новым председателем Государственного совета ПНР Генрик Яблоньский (вместо бывшего лидер страны Юзефа Циранкевича). Председателем Совета министров вновь назначен Пётр Ярошевич.
- 28 — 29 марта — в Гамбии прошли парламентские и президентские выборы. Правящая Народная прогрессивная партия получила 28 мест из 32 в парламенте, а президент и лидер НПП Дауда Джавара переизбран на новый срок.[источник не указан 3260 дней]
- 29 марта — в Москве, Вашингтоне и Лондоне (столицы стран-депозитариев) открыта для подписания Конвенция о международной ответственности за ущерб, причинённый космическими объектами[18].

### Апрель
- 2 апреля — ВМФ СССР приступил к разминированию порта Читтагонг в Бангладеш[19].
- 6 апреля — Муаммар Каддафи заявил о «самороспуске» правительства Ливии. До середины июля Ливия формально была без правительства, управляемая Советом революционного командования[20].
- 7 апреля — в штаб-квартире партии Афро-Ширази убит 1-й вице-президент Танзании и председатель Революционного совета Занзибара Абейд Каруме[21].
- 9 апреля — заключён Договор о дружбе и сотрудничестве между СССР и Ираком[22].
- 10 апреля — в Москве, Вашингтоне и Лондоне (столицы стран-депозитариев) открыта для подписания Конвенция о запрещении разработки, производства и накопления запасов бактериологического (биологического) и токсинного оружия и об их уничтожении[23][24].
- 12 апреля — в Марокко сформировано новое правительство во главе с Мохаммедом Каримом Ламрани.
- 16 апреля — старт космического корабля Аполлон-16 (США) (приводнение — 27 апреля) с пятой лунной экспедицией. Экипаж — Джон Янг, Чарльз Дьюк, Томас Маттингли.
- 17 апреля — принята временная конституция Пакистана.
- 30 апреля — в Камбодже на референдуме принята Конституция страны[25].

### Май
- 1 мая — президент Никарагуа генерал Анастасио Сомоса передал власть до 1 декабря 1974 года Национальному правительственному совету (триумвирату) в составе генерала Роберто Мартинеса Лакайо, Альфонсо Лову Кордеро и Фернандо Барнабу Агуэро Роча.
- 4 мая — катастрофа Як-40 под Братском, погибли 18 человек.
- 5 мая — катастрофа DC-8 под Палермо, погибли 115 человек.
- 7 мая
  - Председателем Президентского совета Дагомеи вместо Юбера Мага назначен Жюстен Ахомадегбе-Тометин.
  - выборы в парламент Италии.
- 8 мая
  - В Дагомее главой Президентского совета в результате ротации стал Жюстен Ахомадегбе-Тометин, сменивший Юбера Мага
  - Президент США Р. Никсон объявил, что им отдан приказ о минировании входов в порты ДРВ и нанесении ударов по внутренним водным путям, железнодорожным и другим коммуникациям Северного Вьетнама[26].
- 8 — 9 мая — Операция «Изотоп»: израильский спецназ освободил пассажиров авиарейса № 572 Вена — Тель-Авив авиакомпании «Сабена», захваченного палестинскими террористами из организации «Чёрный сентябрь».
- 15 мая — состоялась официальная церемония передачи от США к Японии административных прав на управление островами Рюкю[27].
- 16 мая — катастрофа Ан-24 в Светлогорске, 34 человека погибло.
- 18 мая
  - Под Харьковом разбился пассажирский самолёт Ан-10. Среди 122 погибших — популярный актёр и пародист Виктор Чистяков.
  - Президент Малагасийской Республики Филибер Циранана после массовых антиправительственных выступлений, начавшихся 13 мая, объявил о роспуске правительства и передаче власти генералу Габриэлю Рамананцуа[28].
- 20 мая — на референдуме в Камеруне утверждена новая конституция страны.
- 22 мая
  - Цейлон переименован в Республику Шри-Ланка.
  - В Турции сформировано новое правительство во главе с Феритом Меленом.
- 22—30 мая — СССР с официальным визитом посетил президент США Ричард Никсон[29].
- 23 мая — подписаны советско-американские Соглашения о сотрудничестве в области охраны окружающей среды и в области медицинской науки и здравоохранения[30].
- 24 мая — подписаны советско-американские Соглашения о сотрудничестве в области науки и техники и о сотрудничестве в исследовании и использовании космического пространства в мирных целях[31].
- 26 мая
  - Подписаны советско-американские договоры: По ограничению противоракетной обороны (договор по ПРО), Ограничению стратегических вооружений (ОСВ-1) и соглашение о сотрудничестве.
  - Подписан транспортный договор между ГДР и ФРГ — первый межгерманский государственный договор[32].

### Июнь
- 1 июня — правительство Ирака национализировало собственность «Ирак петролеум компани».
- 2 июня — вступила в силу новая конституция Камеруна. Федеративная Республика Камерун переименована в Объединённую Республику Камерун.
- 4 июня
  - В США суд присяжных признал невиновной Анджелу Дэвис
  - Из Ленинграда в Вену выслан Иосиф Бродский.
  - В Камбодже проведены президентские выборы. Победителем объявлен президент генерал Лон Нол.
- 12 июня — инцидент с DC-10 над Уинсором: на самолёте компании American Airlines во время полёта открылась дверь грузового отсека. Несмотря на повреждения, пилоты смогли совершить аварийную посадку.
- 15 июня — катастрофа Convair 880 под Плейку, погиб 81 человек.
- 16 июня — авария Ил-62 в Каире, жертв нет.
- 17 июня
  - США возвращают Окинаву Японии.
  - Начало уотергейтского скандала в США (1972—1974), закончившегося отставкой президента страны Ричарда Никсона.
- 18 июня
  - Чемпионом Европы по футболу стала сборная ФРГ, победившая в финале СССР — 3:0.
  - Под Лондоном разбился самолёт Hawker Siddeley Trident 1C компании BEA, погибли 118 человек.
  - Началось крупное извержение вулкана Алаид на Курилах[33], длившееся около 3 месяцев.
- 19 июня в СССР принят Указ Президиума Верховного совета РСФСР № 639 «О мерах по усилению борьбы против пьянства и алкоголизма».
- 26 июня — сформировано коалиционное правительство Италии во главе с Джулио Андреотти.
- 26 июня — 5 июля — в г. Симла состоялись переговоры о нормализации отношений между Индией и Пакистаном. Премьер-министр Индии Индира Ганди и президент Пакистана Зульфикар Али Бхутто подписали Соглашение о двусторонних отношениях[34].
- 29 июня — подписано соглашение между СССР и Чили об экономическом и техническом сотрудничестве.[источник не указан 3260 дней]

### Июль
- 1 июля — Создано бюро ATF в Вашингтоне.
- 4 июля — подписано Совместное заявление КНДР и Южной Кореи о принципах объединения страны. Создан Координационный комитет по урегулированию проблем между двумя корейскими государствами[35].
- 6 июля — во Франции образовано правительство во главе с Пьером Мессмером вместо ушедшего в отставку 5 июля правительства Жака Шабан-Дельмаса.
- 7 июля — новым премьер-министром Японии стал Какуэй Танака, избранный 5 июля председателем правящей либерально-демократической партии вместо ушедшего в отставку со всех этих постов Эйсаку Сато[36].
- 11 июля — на проходившей в Москве XXVI сессии Совета Экономической Взаимопомощи принято решение о приёме Кубы в члены СЭВ.[источник не указан 3260 дней]
- 14 июля — президент Экваториальной Гвинеи Масиас Нгема назначен пожизненным президентом с правом назначения преемника.
- 17 июля
  - Премьер-министром Ливии вместо Муаммара Каддафи стал майор Абдель Салам Джеллуд. Полковник Каддафи сохранил посты председателя Совета Революционного Командования, председателя Национального совета обороны и главнокомандующего вооружёнными силами[20].
  - Президент Египта Анвар Садат попросил советских военных советников покинуть Египет. 20 июля опубликовано сообщение ТАСС о том, что «в связи с выполнением функций и после соответствующего обмена мнениями между сторонами» «признано целесообразным возвратить в СССР советский военный персонал»[37].
  - Посадка Ту-134 на Икшинское водохранилище.
- 25 июля — Судан восстановил дипломатические отношения с США[38].
- 25 июля — президентом Португалии в третий раз подряд избран Америку Томаш.
- Июль—август — продолжительная жара и жестокая засуха в средней полосе России.

### Август
- 2 августа — в ходе встречи между главами Египта и Ливии Анваром Садатом и Муаммаром Каддафи достигнуто соглашение о слиянии до 1 сентября 1973 года обеих стран в единое государство[39].
- 6 августа — в Панаме прошли выборы в Национальную ассамблею, уполномоченную избрать президента, рассматривать и принимать законы, утверждать поправки в конституцию, ратифицировать или отклонять международные договоры. Абсолютную победу одержали сторонники неофициального главы страны генерала Омара Торрихоса[40].
- 11 августа — Катастрофа Ан-2 в Херсоне, погибли 14 человек.
- 14 августа — катастрофа Ил-62 в Кёнигс-Вустерхаузене — крупнейшая в Германии (156 погибших).
- 26 августа — в Мюнхене открыты ХХ Летние Олимпийские игры (закрылись 10 сентября).
- 31 августа — катастрофа Ил-18 под Магнитогорском, погибли 102 человека.

### Сентябрь
- 1 сентября — Роберт (Бобби) Фишер стал 11-м чемпионом мира по шахматам, победив в матче за чемпионство Бориса Спасского со счётом 12½:8½.
- 2 сентября — в Сингапуре прошли выборы в законодательную ассамблею (парламент). Все места получила правящая Партия народного действия во главе с премьер-министром Ли Куан Ю[41].
- 2—28 сентября — впервые в истории хоккея была организована серия матчей между лучшими профессионалами Канады и сборной Советского Союза, вошедшая в историю как «Суперсерия-1972».
- 3 сентября — в Камбодже проведены выборы в Национальное собрание. Все места получила Социально-республиканская партия президента маршала Лон Нола. Она же заняла все места в сенате на выборах 17 сентября[42].
- 4 сентября — в Финляндии утверждено новое коалиционное правительство во главе с социал-демократом Калеви Сорса.
- 5 сентября — теракт на мюнхенской Олимпиаде.
- 14 сентября — установлены дипломатические отношения между Польской Народной Республикой и ФРГ[43].
- 17 сентября — вооружённый конфликт на границе Уганды и Танзании[44].
- 19 сентября — Национальная ассамблея Панамы избрала президентом страны Деметрио Лакаса. Вступил в должность 11 октября.
- 19 сентября — 19 декабря проходила XXVII сессия Генеральной Ассамблеи ООН.
- 21 сентября — президент Филиппин Фердинанд Маркос ввёл в стране чрезвычайное положение и отменил действие конституции[45].
- 24—25 сентября — в Норвегии прошёл референдум по вопросу о присоединении страны к ЕЭС. 53,5 % проголосовали против[46][47].
- 25—30 сентября — с официальным визитом в КНР находился премьер-министр Японии Какуэй Танака. Подписано совместное заявление о нормализации отношений и установлении дипломатических отношений с 29 сентября[48].
- 29 сентября — Эдуард Шеварднадзе сменил В. П. Мжаванадзе на посту первого секретаря ЦК Компартии Грузии

### Октябрь
- 1 октября — катастрофа Ил-18 под Адлером, погибли 109 человек.
- 2 октября — в Дании проходил референдум по вопросу о присоединении страны к ЕЭС. 63,3 % проголосовали за[49].
- 5 октября — премьер-министром Дании вместо ушедшего в отставку Йенса Крага стал Анкер Йоргенсен.
- 8 октября — в Малагасийской республике проведён референдум[англ.] по одобрению закона о предоставлении правительству генерала Габриэля Рамананцуа полномочий сроком на 5 лет.
- 11 октября — на заседании Национальной ассамблеи Панамы приведены к присяге Деметрио Лакас в качестве президента и главнокомандующий Национальной гвардией генерал Омар Торрихос — в качестве главы правительства.
- 12 октября — в ходе визита в СССР шахиншаха Ирана Мохаммеда Реза Пехлеви (10-21 октября) подписан Договор о развитии экономического и технического сотрудничества между СССР и Ираном сроком на 15 лет[50].
- 13 октября
  - У Нерского озера в Подмосковье потерпел катастрофу самолёт Ил-62, погибли 174 человека. На тот момент это была крупнейшая авиакатастрофа в мире.
  - В чилийских Андах разбился транспортный самолёт уругвайских ВВС с членами регбийной команды «Old Cristians», их родственниками и спонсорами. Погибли 12 человек. Ещё 5 умерли от ран, 8 — при сходе лавины. Выжившие были обнаружены только через 72 дня.
- 14 октября — во Вьентьян для переговоров с правительством Лаоса прибывает делегация Патриотического фронта Лаоса. 17 октября начались переговоры о достижении мира в стране[50].
- 16 октября — сформировано коалиционное правительство Норвегии во главе с Ларсом Корвальдом вместо ушедшего в отставку 7 октября правительства Трюгве Браттели.
- 17 октября — президент Южной Кореи Пак Чжон Хи приостановил действие конституции, распустил парламент, запретил всякую политическую деятельность и ввёл в стране военное положение[51].
- 18 октября — в Вашингтоне между СССР и США подписаны соглашения об урегулировании расчётов по ленд-лизу, о развитии торговли и о взаимном предоставлении кредитов[52].
- 23 октября — столкновение двух Ан-12 над Тулой, погибли 27 человек.
- 26 октября
  - Военный переворот в Дагомее. К власти пришёл «временное военно-революционное правительство» из левонастроенных офицеров во главе с майором Матье Кереку[53].
  - Президент Египта Анвар Садат отправил в отставку и снял со всех постов главнокомандующего вооружёнными силами генерала Мухаммеда Ахмеда Садека, занимавшего также посты военного министра и министра военной промышленности[54].
- 28 октября — первый полёт первого двухмоторного широкофюзеляжного реактивного пассажирского самолёта фирмы Airbus — Airbus A300.
- 30 октября — парламентские выборы в Канаде. Правящая либеральная партия премьер-министра Пьера Трюдо потеряла абсолютное большинство мест[55].

### Ноябрь
- 3 ноября
  - Принят Указ Президиума Верховного Совета СССР «О снятии ограничения в выборе места жительства предусмотренного в прошлом для отдельных категорий граждан»[56].
  - В Чили президент Сальвадор Альенде ввёл в своё правительство представителей армии и назначил на министерские посты генерала Карлоса Пратса, генерала Клаудио Сепульведу и контр-адмирала Исмаэля Уэрту. Карлос Пратс назначен также вице-президентом страны на период зарубежных поездок президента.
- 4 ноября — Учредительная ассамблея Бангладеш приняла первую Конституцию страны.[источник не указан 3260 дней]
- 7 ноября 
  - на президентских выборах в США победу одержал кандидат от Республиканской партии действующий президент Ричард Никсон.
  - правительство Пакистана объявило о выходе из военного блока СЕАТО[57].
- 16 ноября — ЮНЕСКО приняла Конвенцию об охране всемирного культурного и природного наследия.
- 19 ноября — досрочные парламентские выборы в ФРГ, победа социал-демократов Вилли Брандта.
- 25 ноября — Новой Зеландии прошли парламентские выборы, на которых победила оппозиционная лейбористская партия, лидер которой Норман Кёрк стал новым премьер-министром.
- 28 ноября
  - Йеменская Арабская Республика и Народная Демократическая Республика Йемен подписали соглашение о прекращении огня и объединения в единое государство, «Йеменскую Республику», в течение года.[58].
  - Катастрофа DC-8 под Москвой, погиб 61 человек.
- 29 ноября
  - Компания Atari выпустила первую коммерчески успешную видеоигру — Pong. С целью изучения спроса игровые автоматы были установлены в двух калифорнийских барах. На следующий же день с момента открытия заведения ожидала целая очередь желающих сразиться в электронный вариант настольного тенниса.
  - В Голландии прошли досрочные парламентские выборы. Правящая коалиция сохранила большинство[59][60].

### Декабрь
- 2 декабря — парламентские выборы[англ.] в Австралии, на которых победила оппозиционная лейбористская партия, лидер которой Гоф Уитлэм 5 декабря стал новым премьер-министром.
- 3 декабря — катастрофа Convair 990 на Тенерифе, погибли 155 человек.
- 4 декабря — военный переворот в Гондурасе, свержение президента Рамона Круса Уклеса. Главой государства провозглашён бывший президент, главнокомандующий вооружёнными силами Освальдо Лопес Арельяно.
- 6 декабря — президентом Швейцарии на 1973 год избран Роже Бонвен.
- 6—9 декабря — официальный визит в СССР президента Чили Сальвадора Альенде.[источник не указан 3260 дней]
- 7 декабря — старт космического корабля Аполлон-17 (США), шестая лунная экспедиция (приводнение 19 декабря). Экипаж — Юджин Сернан, Харрисон Шмит, Рональд Эванс.
- 8 декабря — первая катастрофа самолёта Boeing 737, 45 погибших.
- 10 декабря — в Японии прошли досрочные выборы в палату представителей парламента. Правящая либерально-демократическая партия сохранила свои позиции[61].
- 12 декабря
  - Новое правительство Афганистана возглавил Мохаммад Муса Шафик вместо ушедшего в отставку 6 декабря Абдул Захира.
  - В КНДР прошли всеобщие выборы депутатов всех уровней.[источник не указан 3260 дней]
- 16 декабря — введена в действие первая Конституция Бангладеш.
- 17 декабря — в СССР учреждён Орден Дружбы народов.
- 19—29 декабря — «рождественские бомбардировки» авиацией США Северного Вьетнама, сброшено 100 тысяч тонн бомб[62].
- 21 декабря — ГДР и ФРГ официально признали друг друга.
- 23 декабря
  - Пак Чжон Хи досрочно избран президентом Южной Кореи на четвёртый срок.
  - Новое правительство Сирии возглавил вице-президент страны Махмуд аль-Айюби.
  - Землетрясение магнитудой 6,2 разрушило столицу Никарагуа г. Манагуа, свыше 10 тысяч погибли и более 20 тысяч было ранено.
- 25 декабря — на первой сессии Верховного Народного Собрания КНДР принята новая конституция страны и избраны на пост президента — Ким Ир Сен и на пост премьера Административного совета (правительства) Ким Ир.[источник не указан 3260 дней]
- 27 декабря — в Браззавиле открылся четырёхдневный II Чрезвычайный съезд Конголезской партии труда. Решено принять новую Конституцию страны, передать законодательные функции от президента к Национальному собранию, восстановить пост премьер-министра и создать Государственный совет как высший партийно-государственный орган.[источник не указан 3260 дней]
- 28 декабря
  - В Советском Союзе объявлена амнистия по случаю 50-летия СССР.[источник не указан 3260 дней]
  - Принята новая Конституция Корейской Народно-Демократической Республики[63], по которой действующий глава КНДР Ким Ир Сен, стал Президентом КНДР.
  - Сын короля Таиланда принц Вачиралонгкорн объявлен наследником престола с присвоением титула Маха (Великий) под именем Маха Вачиралонгкорн[64].
- 29 декабря
  - Корякский национальный округ награждён только что учреждённым Орденом Дружбы народов[65].
  - Катастрофа L-1011 в Эверглейдсе: самолёт рейса Eastern Airlines 401 столкнулся с землёй из-за неработавшего индикатора шасси и ошибок пилотов, погибли 100 из 162 человек.
- 30 декабря — в Йеменской Арабской Республике вместо ушедшего в отставку правительства Мухсина аль-Айни сформировано правительство во главе с Абдаллой аль-Хаджари.

## Персоны года
Человек года по версии журнала Time — Ричард Никсон, президент США и Генри Киссинджер, американский политик.

## Родились
См. также: Категория:Родившиеся в 1972 году

### Январь
- 1 января — Лилиан Тюрам, французский футболист, чемпион мира и Европы.
- 5 января — Сакис Рувас, греческий певец.
- 7 января — Светлана Журова, российская конькобежка, олимпийская чемпионка, депутат Государственной думы РФ.
- 10 января — Екатерина Мцитуридзе, российская телеведущая.
- 11 января
  - Аманда Пит, американская актриса.
  - Андрей Малахов, российский телеведущий.
  - Константин Хабенский, российский актёр театра и кино, заслуженный артист России.
- 13 января
  - Виталий Щербо, советский и белорусский гимнаст, шестикратный олимпийский чемпион.
  - Николь Эггерт, американская актриса.
- 15 января — Кобе Тай, американская порноактриса.
- 19 января
  - Сергей Михалок, композитор, вокалист и главный идеолог минской группы «Ляпис Трубецкой».
  - Дреа де Маттео, американская актриса.
- 24 января — Мюриэль Баумайстер, австрийско-немецкая актриса.
- 27 января — Биби Гайтан, мексиканская актриса и певица.
- 28 января
  - Елена Баранова, российская баскетболистка, олимпийская чемпионка.
  - Джиллиан Вигмэн, американская актриса, комедиантка и сценарист.

### Февраль
- 5 февраля
  - Мэри, кронпринцесса Дании, жена наследника престола кронпринца Фредерика
  - Ниа Робертс, уэльская актриса.
- 7 февраля
  - Робин Лайвли, американская актриса
  - Стефани Свифт, американская порноактриса, кинорежиссёр, сценарист, продюсер, фотомодель, певица, автор песен, композитор и бизнесвумен.
- 14 февраля
  - Наджва Нимри, испанская актриса и певица иорданского происхождения.
- 15 февраля
  - Алексей Макаров, российский актёр театра и кино.
  - Наталия Гусева, советская киноактриса, известная по телефильму «Гостья из будущего».
  - Яромир Ягр, чешский хоккеист, олимпийский чемпион.
- 16 февраля — Сара Кларк, американская актриса
- 17 февраля
  - Билли Джо Армстронг, вокалист, гитарист и автор песен американской панк-рок группы «Green Day».
  - Филипп Канделоро, французский фигурист.
  - Светлана Пермякова, российская актриса
- 19 февраля — Сансет Томас, американская порноактриса.
- 20 февраля
  - Ирада Зейналова, российская журналистка, корреспондент, телеведущая.
  - Коринна Хэрни, американская актриса, кинопродюсер и фотомодель.
- 21 февраля — Мерседес Мольто, латиноамериканская актриса
- 22 февраля
  - Клаудия Пехштайн, немецкая конькобежка, шестикратная чемпионка мира и пятикратная олимпийская чемпионка.
  - Маркус Рюль, немецкий культурист.
- 24 февраля — Пуджа Бхатт, индийская актриса, модель, режиссёр, продюсер.
- 27 февраля — Сьюзан Йигли, американская актриса.
- 28 февраля — Вилле Хаапасало, финский и российский актёр.

### Март
- 2 марта — Маурисио Почеттино, испано-аргентинский футболист, защитник, тренер лондонского клуба «Тоттенхэм Хотспур».
- 4 марта — Бриттни Пауэлл, немецко-американская актриса и сценаристка.
- 6 марта
  - Шакил О’Нил, американский баскетболист.
  - Василий Уткин, российский спортивный журналист и телекомментатор.
- 7 марта — Джин Луиза Келли, американская актриса
- 8 марта — Летисия Сабателла, бразильская актриса и певица.
- 13 марта — Ли-Эллин Бейкер, американская актриса телевидения и озвучивания.
- 17 марта — Мелисса Ауф дер Маур, канадская певица, музыкант, композитор и поэт-песенник, фотограф и актриса.
- 23 марта
  - Жюдит Годреш, французская актриса, сценарист и режиссёр.
  - Джорджанна Робертсон, американская топ-модель и актриса.
- 24 марта — Виктория Толстоганова, российская актриса театра и кино.
- 26 марта — Лесли Манн, американская комедийная актриса.
- 30 марта — Мили Авитал, израильская актриса
- 31 марта
  - Алехандро Аменабар, испанский кинорежиссёр.
  - Алёна Бабенко, российская актриса, заслуженная артистка Российской Федерации (2013).

### Апрель
- 3 апреля
  - Ольга Тумайкина, российская актриса театра и кино. Заслуженная артистка Российской Федерации (2007).
  - Дженни Гарт, американская телевизионная актриса и режиссёр.
  - Кэтрин Маккормак, английская актриса.
  - Лола Паньяни, итальянская актриса
- 4 апреля
  - Лиза Рэй, канадская актриса кино и телевидения польско-бенгальского происхождения
  - Ксения Зееберг, немецкая актриса кино и телевидения.
  - Джилл Скотт, американская певица, автор песен и актриса.
- 7 апреля — Татьяна Колганова, российская актриса театра и кино.
- 8 апреля — Пол Грей, басист группы Slipknot (ум. в 2010)
- 9 апреля — Нив Макинтош, шотландская актриса.
- 11 апреля
  - Михаил Антонов, российский журналист, телеведущий, корреспондент программы «Вести» в Германии.
  - Наташа Ренье, бельгийская актриса
- 12 апреля
  - Елена Корикова, российская актриса («Плохая девочка»)
  - Владимир Чернышёв, российский тележурналист, телеведущий, обозреватель телеканала НТВ.
- 16 апреля
  - Павел Густерин, российский востоковед.
  - Дженнифер Тейлор, американская актриса
- 17 апреля — Дженнифер Гарнер, американская актриса
- 18 апреля — Нина Чусова, российская актриса и театральный режиссёр.
- 15 апреля — Артуро Гатти, канадский боксёр-профессионал.
- 20 апреля — Кармен Электра, американская актриса и модель.
- 21 апреля
  - Сергей Арутюнов, российский поэт.
  - Северина Вучкович, хорватская певица и актриса, представитель Хорватии на конкурсе песни Евровидение-2006.
- 22 апреля — Анна Фальки, итальянская актриса, модель и продюсер.
- 23 апреля
  - Демет Акалын, турецкая популярная певица и бывшая модель.
  - Патрисия Мантерола, мексиканская актриса, кинопродюсер, певица, фотомодель и модельер.
- 25 апреля — София Хелин, шведская актриса театра и кино.
- 27 апреля
  - Олег Прудиус (более известный как Владимир Козлов)), американский рестлер, родившийся на Украине.
  - Мойра Уэст, американская актриса

### Май
- 1 мая
  - Илья Зимин, российский журналист, автор телепередач из цикла «Профессия — репортёр» (ум. в 2006).
  - Джули Бенц, американская актриса и бывшая фигуристка.
  - Бернадетт Грегор, венгерская актриса.
- 2 мая — Дуэйн Джонсон, американский рестлер и актёр.
- 3 мая — Кристин Леман, канадская актриса.
- 4 мая — Майк Дёрнт, басист американской панк-рок группы «Green Day».
- 6 мая — Мартин Бродер, канадский хоккеист, вратарь сборной Канады и хоккейного клуба «Нью-Джерси Девилз», двукратный олимпийский чемпион.
- 9 мая
  - Даниэла Силиваш, румынская гимнастка, многократная чемпионка мира, трёхкратная олимпийская чемпионка.
  - Лиза Энн, американская порноактриса
  - Анна-Луиз Плауман, новозеландская актриса.
- 14 мая — Татьяна Снежина, русская поэтесса, певица и композитор (ум. в 1995).
- 19 мая
  - Клодия Кэрван, австралийская актриса, кинорежиссёр, сценарист, кинопродюсер и певица.
  - Аманда де Кадене, английская актриса, кинопродюсер, журналистка, телеведущая и фотограф.
- 21 мая — Леонид Каганов, российский писатель-фантаст, сценарист, юморист, телеведущий.
- 22 мая
  - Евгений Ревенко, российский тележурналист, телеведущий и государственный деятель.
  - Элисон Иствуд, американская актриса, кинорежиссёр, кинопродюсер, певица, модельер и фотомодель.
  - Анна Белкнап, американская актриса.
- 23 мая — Рубенс Баррикелло, пилот «Формулы — 1».
- 24 мая — Майя Санду, молдавский политический деятель, президент Молдавии с 2020 года.
- 26 мая
  - Селенис Лейва, американская актриса
  - Пэтси Палмер, английская актриса.
- 28 мая — Кьяра Мастроянни, французско-итальянская актриса.
- 31 мая
  - Арчи Панджаби, британская актриса
  - Сара Мёрдок, английская актриса, кинопродюсер, фотомодель и телеведущая.

### Июнь
- 3 июня — Жюли Гайе, французская киноактриса и кинопродюсер.
- 4 июня
  - Дебра Стивенсон, английская актриса, комедиантка и певица.
  - Иза Феррер, французская певица.
- 6 июня — Натали Моралес, американская журналистка, телеведущая и актриса.
- 7 июня — Анджела Альварадо, американская актриса и клипмейкер.
- 8 июня — Александр Красовицкий, российский музыкант, солист рок-группы «Animal ДжаZ» и её сайд-проекта «Zero People».
- 11 июня — Марианна Грей (Ионесян), советская актриса
- 14 июня — Молли Паркер, канадская киноактриса, продюсер.
- 15 июня — Дарья Повереннова, российская актриса театра и кино
- 19 июня — Робин Танни, американская актриса.
- 23 июня
  - Зинедин Зидан, французский футболист, чемпион мира и Европы.
  - Сельма Блэр, американская актриса.
- 24 июня — Эдуард Трухменёв, белорусский и российский актёр театра и кино.
- 25 июня — Светлана Тимофеева-Летуновская, российская актриса театра и кино.
- 26 июня — Гару, франко-канадский музыкант, исполнитель роли Квазимодо в оригинальной версии мюзикла «Нотр-Дам».
- 27 июня — Павел Булатников, музыкант, вокалист группы «Ляпис Трубецкой».
- 28 июня — Марина Бутырская, российская фигуристка, первая российская чемпионка мира в женском одиночном катании, трёхкратная чемпионка Европы, шестикратная чемпионка России.
- 29 июня
  - Сергей Капков, российский телеведущий, историк кино.
  - Саманта Смит, школьница из США, написавшая письмо главе СССР Юрию Андропову и посетившая Советский Союз с целью примирить две сверхдержавы (ум. в 1985).

### Июль
- 1 июля — Клэр Форлани, английская актриса.
- 3 июля — Ольга Васильева, российская актриса театра и кино.
- 4 июля
  - Алексей Широв, советский, испанский, латвийский шахматист, вице-чемпион мира.
  - Томио Окамура, чешско-японский бизнесмен и политик.
- 7 июля
  - Кирстен Вангснесс, американская телевизионная актриса
  - Деанна Мэрримен, американская актриса и модель.
- 8 июля — Лика Рулла, актриса и певица, звезда российских мюзиклов.
- 10 июля — София Вергара, колумбийская актриса, модель, телеведущая.
- 12 июля
  - Анастасия Калманович, российская актриса и музыкальный продюсер.
  - Андреа Легаррета, мексиканская актриса
- 14 июля — Дебора Мэйлман, австралийская актриса.
- 20 июля — Козима Шоу, англо-немецкая актриса.
- 22 июля
  - Эндрю Холнесс, ямайский политик, премьер-министр.
  - Анджела Литтл, американская актриса и фотомодель.
- 24 июля — Сергей Брилёв, российский телеведущий.
- 27 июля — Майя Рудольф, американская актриса, комедиантка и певица, известная по выступлениям в Saturday Night Live с 2000 по 2007 год.
- 28 июля
  - Александр Хабаров, российский журналист, телеведущий.
  - Элизабет Беркли, американская модель и актриса телевидения, кино и театра.
- 29 июля — Сергей Горобченко, российский актёр театра и кино.
- 31 июля — Тэми Стронач, американская актриса, хореограф и танцовщица.

### Август
- 2 августа
  - Владислав Котлярский, российский актёр театра и кино.
  - Джасинда Барретт, американская актриса и модель австралийского происхождения.
- 3 августа
  - Бриджид Брэнно, американская актриса.
  - Мелисса Понцио, американская телевизионная актриса.
  - Эрика Марожан, венгерская актриса.
- 6 августа — Джери Халлиуэлл, британская певица.
- 7 августа — Чикинкира Дельгадо, венесуэльская актриса, модель и телеведущая.
- 9 августа — Лиз Вэсси, американская актриса.
- 10 августа
  - Энджи Хэрмон, американская актриса и фотомодель.
  - Аурелия Анужите, латвийская актриса.
- 14 августа — Лоран Ламот, Премьер-министр Гаити c 2012 года по 2014 год.
- 15 августа — Бен Аффлек, американский актёр, продюсер, сценарист, кинорежиссёр.
- 16 августа — Эмили Робисон, американская певица, автор песен, мультиинструменталист, музыкальный продюсер и актриса.
- 21 августа — Нино Катамадзе, грузинская джазовая певица.
- 27 августа — Джимми Поп, американский музыкант, лидер и один из основателей группы «The Bloodhound Gang».
- 28 августа — Алексей Дюмин, российский военачальник и государственный деятель. Губернатор Тульской области.
- 29 августа — Ирина Лачина, российская актриса.
- 30 августа
  - Камерон Диас, американская киноактриса, топ-модель.
  - Павел Недвед — чешский футболист.
- 31 августа — Ингибьёрг Стефаунсдоуттир, исландская певица и киноактриса

### Сентябрь
- 1 сентября — Кристал Саммерс, американская порноактриса.
- 2 сентября
  - Лёва Би-2, один из основателей и солист российской группы «Би-2».
  - Николетт Кребиц, немецкая актриса кино и телевидения, музыкант, режиссёр, сценарист.
- 6 сентября
  - Жустина Мачадо, американская актриса
  - Аника Нони Роуз, американская актриса и певица.
- 7 сентября — Елена Соколова, актриса театра, кино и телевидения.
- 10 сентября — Максим Виторган, российский актёр и режиссёр-постановщик.
- 13 сентября — Вероника Шелленберг, российская поэтесса, член Союза российских писателей.
- 15 сентября
  - Летисия, королева Испании, супруга короля Филиппа VI.
  - Анжелика Каллио, латвийская и финская топ-модель.
- 16 сентября
  - Александр Плющев, журналист, известный деятель Рунета, сотрудник радио «Эхо Москвы».
  - Спрент Дабвидо, политик и президент Науру.
  - Шэлейн Макколл, американская актриса.
- 18 сентября — Озан Чолаколу, турецкий композитор.
- 19 сентября — Ашот Наданян, армянский шахматист и тренер.
- 21 сентября — Оливия Бонами, французская актриса.
- 22 сентября — Дана Весполи, американская порноактриса и режиссёр.
- 24 сентября — Кейт Флитвуд, британская актриса.
- 27 сентября — Гвинет Пэлтроу, американская киноактриса и певица.
- 28 сентября
  - Дита фон Тиз, американская певица и фотомодель.
  - Катажина Буякевич, польская актриса театра, кино, телевидения и озвучивания.

### Октябрь
- 1 октября — Лейла Хатами, иранская актриса.
- 4 октября — Cut Chemist, диджей и участник группы «Jurassic 5».
- 6 октября — Ко Со Ён, южнокорейская актриса.
- 7 октября — Нина Гомиашвили, советская актриса театра и кино, галерист
- 8 октября — Триша Весси, американская актриса, кинорежиссёр, сценарист, кинопродюсер и монтажёр.
- 10 октября — Джоэль Картер, американская актриса
- 14 октября — Наоми Банкс, американская порноактриса.
- 17 октября
  - Эминем (Marshall Bruce Mathers III), американский рэпер.
  - Шарон Лил, американская актриса и певица.
- 20 октября — Дмитрий Аленичев, российский футболист и тренер.
- 23 октября — Кейт дель Кастильо, мексиканская актриса.
- 24 октября — Рэйли Хилл, австралийская актриса.
- 27 октября
  - Мария Мутола, мозамбикская легкоатлетка, бегунья, олимпийская чемпионка и 10-кратная чемпионка мира.
  - Элисса, ливанская певица
- 28 октября — Карина Дымонт, российская актриса театра и кино, заслуженная артистка России (2003).
- 29 октября — Габриэль Юнион, американская актриса, бывшая модель.

### Ноябрь
- 1 ноября
  - Дженни Маккарти, американская киноактриса и фотомодель.
  - Тони Коллетт, австралийская актриса.
- 4 ноября — Луиш Фигу, португальский футболист.
- 6 ноября
  - Тэнди Ньютон, английская киноактриса.
  - Ребекка Ромейн, американская актриса и модель.
- 8 ноября — Гретчен Мол, американская актриса кино и телевидения.
- 9 ноября — Корин Такер, американская певица, гитаристка и актриса.
- 10 ноября — Владимир Ткаченко, российский музыкант, участник группы «Ундервуд».
- 14 ноября — Аманда Уайнн-Ли, американская актриса, кинорежиссёр, кинопродюсер, сценарист и певица.
- 15 ноября — Джонни Ли Миллер, английский киноактёр.
- 16 ноября
  - Мисси Пайл, американская актриса и певица.
  - Брэнди Глэнвилл, американская фотомодель, дизайнер и телевизионная персона.
- 19 ноября
  - Николь Форестер, американская актриса.
  - Сандрин Холт, канадская актриса и фотомодель.
- 26 ноября — Сергей Аксёнов, российский политик, предприниматель и глава Республики Крым.
- 27 ноября — Анна Дубровская, российская актриса, Заслуженная артистка России (2004).

### Декабрь
- 5 декабря — Махабат Байгабылова, киргизская актриса.
- 6 декабря
  - Сара Рафферти, американская кино- и телеактриса.
  - Лиза Ротонди, американская актриса.
  - Бриттани О’Коннелл, американская порноактриса.
- 7 декабря
  - Херман Майер, австрийский горнолыжник, двукратный олимпийский чемпион, трёхкратный чемпион мира.
  - Тэмми Линн Ситч, американский рестлер и менеджер.
- 9 декабря
  - Рейко Эйлсворт, американская актриса.
  - Тре Кул, барабанщик американской панк-рок группы «Green Day».
- 10 декабря — Брайан Молко, вокалист, гитарист и автор песен британской группы «Placebo».
- 12 декабря — Уилсон Кипкетер, кенийский легкоатлет, бегун, четырёхкратный чемпион мира.
- 14 декабря — Миранда Харт, английская актриса, комик и сценарист, пятикратный номинант на BAFTA TV Award.

- 15 декабря
  - Сете Жибернау, испанский мотогонщик каталонского происхождения в классе MotoGP.
  - Ли Джон Джэ, корейский актёр.
  - Александра Тайдингс, американская актриса.
- 17 декабря — Елена Ксенофонтова, российская актриса театра и кино, заслуженная артистка России (2006).
- 19 декабря
  - Алисса Милано, американская актриса и певица.
  - Роза Блази, американская актриса.
- 22 декабря — Ванесса Паради, французская певица, актриса и фотомодель.
- 26 декабря — Летисия Бредиче, аргентинская актриса, певица, фотомодель.
- 27 декабря — Неринга Абрутите, литовская поэтесса и переводчица.
- 28 декабря — Синобу Тэрадзима, актриса японского телевидения, театра и кино, лауреат ряда японских и международных премий за лучшую женскую роль.
- 29 декабря — Леонор Варела, чилийская киноактриса.

- Алисса Милано
- Кармен Электра
- Камерон Диас
- Гвинет Пэлтроу
- Ванесса Паради

## Скончались
См. также: Категория:Умершие в 1972 году
- 6 января — маршал Чэнь И — китайский военный и политический деятель, министр иностранных дел КНР в 1958—1972 годах (род. 1901).
- 14 января — Фредерик IX, король Дании (род. 1899).
- 22 января — Мигель Густаво, бразильский журналист и композитор (род. 1922).
- 28 января — Борис Константинович Зайцев, русский писатель (род. 1881).
- 31 января — Махендра, король Непала (род. 1920).
- 9 февраля — Николай Крылов, советский военачальник, маршал Советского Союза, дважды Герой Советского Союза (род. 1903).
- 22 февраля — Пауль Грюнингер, командир полиции в Швейцарии, «Праведник народов мира» (род. 1891).
- 11 марта — Фредерик Браун, американский писатель-фантаст (род. 1906).
- 14 марта — Владимир Дуров, советский артист цирка, дрессировщик (род. 1909).
- 23 марта — Кристобаль Баленсиага, испанский модельер (род. 1895).
- 27 марта — Морис Эшер, голландский художник.
- 2 апреля — Франц Гальдер, немецкий военный деятель (род. 1884).
- 27 апреля — Кваме Нкрума, африканский политик, первый президент Ганы (род. 1909).
- 2 мая — Джон Гувер, американский государственный деятель, многолетний глава ФБР (род. 1895).
- 5 мая — Мартирос Сарьян, армянский и советский живописец-пейзажист, график и театральный художник (род. 1880).
- 6 мая — Виктор Драгунский, советский писатель (род. 1913), с 1959 года писал «Денискины рассказы».
- 28 мая — Эдуард VIII, бывший король Великобритании (род. 1894).
- 21 июня — Эрвин Нестле, немецкий протестантский богослов[66].
- 14 июля — Олави Вирта, финский певец, композитор и киноактёр.
- 25 июля — Леонид Енгибаров, советский клоун, мим, киноактёр (род. 1935).
- 17 августа — Александр Вампилов, советский драматург и прозаик (род. 1937).
- 23 августа — Балис Дварионас, литовский композитор.
- 2 сентября — Иван Юмашев, советский военачальник, командующий флотами, адмирал (род. 1895).
- 22 сентября — Борис Ливанов, советский актёр и режиссёр (род. 1904).
- 24 сентября — Адриан Фоккер, голландский физик.
- 5 октября — Иван Ефремов, советский писатель-фантаст, учёный.
- 24 октября — Витаутас Гирдзияускас, советский микробиолог, эпидемиолог, иммунолог.
- 26 октября — Сикорский, Игорь Иванович, авиаконструктор, создатель вертолётов (род. 1889).
- 2 ноября — Александр Бек, русский советский писатель.
- 12 ноября — Евгений Фокин, советский футболист и тренер.
- 27 ноября — Ярослав Смеляков, советский поэт (род. 1913).
- 1 декабря — Ип Ман, мастер китайских боевых искусств, представитель стиля Вин Чунь.
- 21 декабря — Пауль Хауссер, немецкий военный деятель, генерал-лейтенант, один из создателей и руководителей войск СС.оберстгруппенфюрер СС и генерал-полковник войск СС (род. 1880).
- 23 декабря — Андрей Туполев, советский авиаконструктор (род. 1888).
- 26 декабря — Гарри Трумэн, бывший президент США (род. 1884).

## Нобелевские премии
- Физика — Джон Бардин, Леон Нил Купер и Джон Роберт Шриффер — «За создание теории сверхпроводимости, обычно называемой БКШ-теорией».
- Химия — Кристиан Бемер Анфинсен — «За работу по исследованию рибонуклеазы, особенно взаимосвязи между аминокислотной последовательностью и её биологически активными конферментами»; Станфорд Мур и Уильям Хоуард Стайн — «За вклад в прояснение связи между химической структурой и каталитическим действием активного центра молекулы рибонуклеазы».
- Медицина и физиология — Джералд Эдельман, Родни Портер — «За открытия, касающиеся химической структуры антител».
- Экономика — Джон Ричард Хикс и Кеннет Джозеф Эрроу — «За новаторский вклад в общую теорию равновесия и теорию благосостояния».
- Литература — Генрих Бёлль — «За творчество, в котором сочетается широкий охват действительности с высоким искусством создания характеров и которое стало весомым вкладом в возрождение немецкой литературы».
- Премия мира — не присуждалась